# 南山寺 (乐都区)
南山寺，位于中国青海省海东市乐都区高庙镇新盛村，为青海省市县级文物保护单位，公布日期为1987年6月23日，类型为古建筑。
南山寺的历史年代为清。